# Sandlapper 200 1966
Sandlapper 200 1966 var ett stockcarlopp ingående i Nascar Grand National Series (nuvarande Nascar Cup Series) som kördes 18 augusti 1966 på den 0,5 mile (804,672 m) långa ovalbanan Columbia Speedway i Cayce, en förort till Columbia i South Carolina. Totalt avverkades 100 miles (160,934 km) fördelat på 200 varv. Banunderlaget var dirt. Loppet vanns av David Pearson i en Dodge på tiden 1:30.44 körande för Owens Racing. Pearsons snitthastighet uppgick till 66,128 mph. Prispotten uppgick till 4 840 dollar, varav 1 100 dollar gick till segraren.

## Resultat
| Plc     | Nr | Förare          | Team/ bilägare              | Konstruktör | Start | Varv | Ledda varv |
| ------- | -- | --------------- | --------------------------- | ----------- | ----- | ---- | ---------- |
| 1       | 6  | David Pearson   | Owens Racing                | Dodge       | 4     | 200  | 33         |
| 2       | 42 | Richard Petty   | Petty Enterprises           | Plymouth    | 3     | 200  | 2          |
| 3       | 26 | Curtis Turner   | Junior Johnson & Associates | Ford        | 2     | 200  | 134        |
| 4       | 48 | James Hylton    | Bud Hartje                  | Dodge       | 6     | 198  | 0          |
| 5       | 29 | Dick Hutcherson | Holman Moody                | Ford        | 7     | 198  | 0          |
| 6       | 64 | Elmo Langley    | Langley-Woodfield Racing    | Ford        | 5     | 195  | 0          |
| 7       | 09 | Friday Hassler  | Red Sharp                   | Chevrolet   | 16    | 195  | 0          |
| 8       | 73 | Buddy Baker     | Joan Petre                  | Ford        | 9     | 195  | 0          |
| 9       | 4  | John Sears      | DeWitt Racing               | Ford        | 10    | 193  | 0          |
| 10      | 60 | Doug Cooper     | Bob Cooper                  | Plymouth    | 11    | 191  | 0          |
| 11      | 2  | Bobby Allison   | J.D. Bracken                | Chevrolet   | 1     | 190  | 31         |
| 12      | 70 | J.D. McDuffie   | McDuffie Racing             | Ford        | 14    | 184  | 0          |
| 13      | 34 | Wendell Scott   | Scott Racing                | Ford        | 13    | 183  | 0          |
| 14      | 74 | Buster Sexton   | Gene Black                  | Ford        | 12    | 183  | 0          |
| 15      | 97 | Henley Gray     | Gray Racing                 | Ford        | 97    | 173  | 0          |
| 16      | 9  | Roy Tyner       | Truett Rodgers              | Chevrolet   | 9     | 173  | 0          |
| 17      | 44 | Larry Hess      | Larry Hess                  | Rambler     | 44    | 170  | 0          |
| 18      | 55 | Tiny Lund       | Lyle Stelter                | Ford        | 19    | 169  | 0          |
| 19      | 94 | Don Biederman   | Ron Stotten                 | Chevrolet   | 15    | 167  | 0          |
| 20      | 95 | Bill Seifert    | Seifert Racing              | Ford        | 22    | 166  | 0          |
| 21      | 61 | Joel Davis      | Toy Bolton                  | Chevrolet   | 23    | 157  | 0          |
| 22      | 20 | Clyde Lynn      | Negre Racing                | Ford        | 18    | 147  | 0          |
| 23      | 06 | Johnny Wynn     | John McCarthy               | Mercury     | 8     | 120  | 0          |
| 24      | 65 | Buddy Arrington | Arrington Racing            | Dodge       | 25    | 65   | 0          |
| 25      | 02 | Doug Cooper     | Bob Cooper                  | Plymouth    | 17    | 41   | 0          |
| 26      | 59 | Tom Pistone     | Pistone Racing              | Ford        | 26    | 17   | 0          |
| Källor: |    |                 |                             |             |       |      |            |